# Maliivka (oblast de Dnipropetrovsk)
 (juillet 2025).
Maliivka est un village situé dans l'oblast de Dnipropetrovsk, dans le raïon de Synelnykove, et de la communauté territoriale de Velykomykhaïlivka.

## Géographie
Le village se trouve dans l'extrême sud-est de l'oblast de Dnipropetrovsk (latitude nord : 47° 55', longitude est : 36° 37') à 141 m au-dessus du niveau de la mer. Il est localisé juste à l'ouest de la limite administrative avec l'oblast de Donetsk. Il se situe un peu au nord de la rivière Vorona, affluente de la rivière Vovtcha, dans le système hydrographique de la rive gauche du fleuve Dniepr.

## Histoire
Au cour de l'invasion de l'Ukraine par la Russie, l'armée russe revendique le 26 juillet 2025, la prise du village. Cette conquête est contestée par Kiev.